# Liste der Kulturdenkmäler in Niederraden
In der Liste der Kulturdenkmäler in Niederraden sind alle Kulturdenkmäler der rheinland-pfälzischen Ortsgemeinde Niederraden aufgeführt. Grundlage ist die Denkmalliste des Landes Rheinland-Pfalz (Stand: 27. Juni 2022).

## Einzeldenkmäler
| Bezeichnung | Lage                 | Baujahr | Beschreibung                                                                                            | Bild |
| ----------- | -------------------- | ------- | --- | ---- |
| Wohnhaus    | Dorfstraße 2/2a Lage | 1774    | stattliches Wohnhaus mit fünfachsigem Wohnteil und zweiachsigem Backhaus mit Altenteil, bezeichnet 1774 | BW   |
| Wohnhaus    | Dorfstraße 3 Lage    | 1806    | Wohnhaus mit vierachsigem Wohnteil und einachsigem Backhaus mit Altenteil, bezeichnet 1806              | BW   |